# Grabbarna i 57:an
Grabbarna i 57:an är en svensk komedifilm från 1935 i regi av Ivar Johansson.

## Handling
På Alpgatan 57 på Söder i Stockholm finns målarmästare Oscar Dahlberg, änkling ,med konstnärssonen Karl-Göran, dottern Lisa och pigan Vivan, som hans gesäller Vicke och Fabian rivaliserar om. I filmens inledning sitter Dahlbergs målargäng på en ställning vid Västerbron och målar under sång framförd av Svenne. Hemma på gården i 57:an möter vi unge Gösta. Han har lånat en femma av Vivan men kan inte betala tillbaka just nu eftersom han är arbetslös. Han säger han behöver låna mer pengar nu. Innan har han ansatts av några kriminella typer som driver in pengar åt en Mellgren han är skyldig pengar. Hans mor Sofie beklagar sig över hans dragdrivarliv, att han varit på biljardsalongen hela dagen men han säger att han inte kan rå för att han är arbetslös. Det är hela samhällets fel eftersom det svikit honom. Han känner sig också övergiven av sin namnlöse far, som han inte vet vem han är.Han har aldrig bett att få komma till. Vivan tycker att Sofie är för snäll och att man inte skall tycka synd om honom utan rekommenderar en gammaldags risbastu.
När Göstas dåliga kamrater åter dyker upp blir han rådvill och försöker spela tuff. Han säger att hela gänget spelar falskt men blir hotad av dem om han inte betalar. Vivan och Göstas mor fortsätter diskutera om Gösta. Vivan tycker att man inte skall skylla på dåligt sällskap, man skall alltid kunna ta vara på sig själv. Modern berättar om hur hon uppoffrat sig för hans skull så att han kunde börja på läroverk men att han gjort så att han blivit relegerad. Hon säger att felet är att gossen aldrig haft någon far. Han var inte en sån man gärna talar om, säger hon. Han är död nu och förresten var de aldrig riktigt gifta.
För att klara sig ur knipan smyger sig Gösta in hos Dahlberg och stjäl några kuvert med avlöningspengar eftersom han fått reda på att det är avlöningsdag. När han smiter ut genom fönstret observeras han av Dahlbergs dotter Lisa. Hon är inte helt säker och frågar sin bror Karl-Göran när han kommer hem om han hoppat ut genom fönstret. När säger han inte gjort det undrar man om det varit en tjuv där och Lisa börjar undra. På samma gård bor den alkoholiserade bokbindaren Ludde, som dricker för att bota gamla hjärtesorger. Han ser Gösta uppträda misstänkt ute på gården. Ludde finner några tomma kuvert med namn på där Gösta hållit till.
57:an får en ny hyresgäst, Greta Söderlund, som hälsas med sång och som grabbarna genast börjar rivalisera om. När Dahlberg upptäcker stölden ber han sin vän kommissarie Bergström om hjälp. Under sina spaningar gör denne ett besök på den spelklubb som Mellgren driver. Där befinner sig Gösta som håller på att reglera sin skuld. Han vill dra sig ur men bjuds på en avskedsgrogg. När Bergström kommer in och håller ett ironiskt hållet samtal med ”direktören” ser han Gösta i en spegel, när denne försöker gömma sig.
Gösta slår också sina lovar kring Greta till Lisas stora förtvivlan eftersom hon är obotligt kär i Gösta. Han har svårt att slita sig ur Mellgrens grepp och lånar pengar av denne för att spela på Solvalla. Under tiden har Dahlberg och Bergström kommit fram till att Gösta är starkt misstänkt. Ludde som är närvarande ber dem att låta honom få fjorton dagar på sig att själv erkänna ”renhårigt”, som han säger, och sedan gå fri. Han vill att de gör det för Sofies skull. Det framgår att Ludde i själva verket är Göstas köttslige farbror och Sofie var hans gamla hjärtesorg. Bergström går med på detta.
Gänget som börjat ana att det inte står rätt till med Gösta börjar spana på honom och hans bekantskaper. Dold bakom en tidning upptäcker Fabian hur Gösta samtalar med några skumma typer på ett ölcafé. Man beslutar sig för att rädda Gösta från hans sällskap utan att blanda in polisen. Gösta tubbas av Mellgrens gäng att delta i en smuggelaffär för att betala sin spelskuld. Nu kan gänget i 57:an gripa in och med hjälp av hårdingen ”Lasse Slägga”, hjälper man polisen gripa hela smugglarbandet men ser till att Gösta kan komma undan.
De fjorton respitdagarna går utan att Gösta erkänner. Bergström kommer hem till Dahlbergs och säger till Gösta att han är anhållen. Då vill Lisa ta på sig skulden och då Gösta inte säger något går Greta fram och slår till Gösta som smiter sin väg. Arvtanten moster Malvina som tidigare kommit på besök, och som låtsats vara döv och därigenom kunnat lista ut hur saker och ting hänger ihop, träder in i handlingen och låter sina pengar regna över dem. Hon tror att även Gösta nog skall visa sig vara god innerst inne.
Ute på gatan ser vi Gösta som börjar se ångerfull ut. Han går in på polisstationen och  erkänner för Bergström vad han gjort och säger att han är beredd att ta sitt straff. Han ber att få bli inburad. Den införstådde kommissarien sätter in Gösta i en cell men kallar sedan på Lisa. Hon kommer in i cellen och betygar sin kärlek och hon skall ta honom till 57:an. Den förkrossade Gösta tycker att han inte passar där eftersom det bara bor hederliga människor där, men Lisa säger då att kärleken begär så lite. Han blir utsläppt ur cellen och de två återvänder till 57:ans gård. Gösta är fortfarande tveksam om att han är värd all hygglighet men övertygas av den kollektiva hjärtligheten och känslovärmen. Bergström säger att de som har hand om rättvisan hellre vill fria än fälla och att det finns en sak som ”stygga polisen” inte kan stå emot, underförstått kärleken.

## Om filmen
Grabbarna i 57:an hade Sverigepremiär 26 december 1935 på biografen Astoria i Stockholm. Fotograf var Ernst Westerberg. Filmen bygger på en pjäs av Gideon Wahlberg som hade urpremiär på Tantolundens friluftsteater 1935.
År 1978 gjordes en TV-serie baserad på pjäsen, Grabbarna i 57:an eller Musikaliska gänget med bland andra Arne Källerud, Sune Mangs, Inga Gill och Bert-Åke Varg i huvudrollerna.

## Rollista
- Julia Cæsar – Sofie Dahlberg
- Britta Brunius – Lisa Dahlberg, telefonist
- Tord Bernheim – Gösta, Sofies son
- Sten Lindgren – Karl-Göran Dahlberg, Lisas bror, konstnär
- Emy Hagman – Vivan Svensson, piga
- Disa Gillis – Greta Söderlund, inackordering
- Sven-Olof Sandberg – Svenne, målargesäll
- Elof Ahrle – Fabian "Fabbe" Karlsson
- Alf Östlund – Vicke "Tjockis" Vallin, målargesäll
- Siegfried Fischer – målarmästare Oscar Dahlberg, Lisa och Karl-Görans far, Sofies bror
- Ludde Juberg – Ludde Blomkvist, bokbindare
- Arthur Fischer – Viktor Mellgren
- Artur Cederborgh – kommissarie Bergström